# Primera Liga de Eslovenia 2019-20
La Primera Liga de Eslovenia 2019-20 fue la edición número 29 de la Primera Liga de Eslovenia. La temporada comenzó el 13 de julio de 2019 y terminó el 22 de julio de 2020.
El Celje se coronó campeón en la última fecha, consiguiendo así el primer título de su historia.

## Formato
Los diez equipos participantes jugaron entre sí todos contra todos cuatro veces totalizando treinta y seis partidos cada uno, al término de la fecha treinta y seis el primer clasificado obtuvo un cupo para la Primera ronda de la Liga de Campeones 2020-21, mientras que el segundo y tercer clasificado obtuvieron un cupo para la Primera ronda de la Liga Europa 2020-21; por otro lado el último clasificado descendió a la Segunda Liga de Eslovenia 2020-21, mientras que el noveno clasificado jugó el Play-off de relegación contra el segundo clasificado de la Segunda Liga de Eslovenia 2019-20 que determino quien estará en la Primera Liga de Eslovenia 2020-21.
Un tercer cupo para la Primera ronda de la Liga Europa 2020-21 fue asignado al campeón de la Copa de Eslovenia.

## Equipos participantes
| Equipo             | Ciudad        | Estadio                 | Capacidad |
| ------------------ | ------------- | ----------------------- | --------- |
| Aluminij           | Kidričevo     | Aluminij Sports Park    | 532       |
| Bravo              | Ljubljana     | Ljubljana Sports Park   | 2.308     |
| Celje              | Celje         | Estadio Z'dežele        | 13.059    |
| Domžale            | Domžale       | Domžale Sports Park     | 3.100     |
| Maribor            | Maribor       | Estadio Ljudski vrt     | 12.702    |
| Mura               | Murska Sobota | Fazanerija City Stadium | 3.782     |
| Olimpija Ljubljana | Ljubljana     | Estadio Stožice         | 16.038    |
| Rudar Velenje      | Velenje       | Estadio Ob Jezeru       | 2.341     |
| Tabor Sežana       | Sežana        | Estadio Rajko Štolfa    | 1.200     |
| Triglav Kranj      | Kranj         | Estadio Stanko Mlakar   | 2.060     |

### Ascensos y descensos
| Pos. | A Primera Liga 2019-20 |
| ---- | ---------------------- |
| 1    | Bravo                  |
| 2    | Tabor Sežana           |

| Pos. | A Segunda Liga 2019-20 |
| ---- | ---------------------- |
| 9    | Gorica                 |
| 10   | Krško                  |

## Clasificación
| Pos. | Equipo             | Pts. | PJ | G  | E  | P  | GF | GC | Dif. | Clasificación 2020–21                 |
| ---- | ------------------ | ---- | -- | -- | -- | -- | -- | -- | ---- | ------------------------------------- |
| 1    | Celje (C)          | 69   | 36 | 19 | 12 | 5  | 74 | 36 | +38  | Primera ronda de la Liga de Campeones |
| 2    | Maribor            | 67   | 36 | 20 | 7  | 9  | 66 | 39 | +27  | Primera ronda de la Liga Europa       |
| 3    | Olimpija Ljubljana | 67   | 36 | 20 | 7  | 9  | 73 | 44 | +29  | Primera ronda de la Liga Europa       |
| 4    | Mura               | 56   | 36 | 14 | 14 | 8  | 54 | 42 | +12  | Primera ronda de la Liga Europa       |
| 5    | Aluminij           | 55   | 36 | 16 | 7  | 13 | 58 | 48 | +10  |                                       |
| 6    | Bravo              | 49   | 36 | 13 | 10 | 13 | 50 | 53 | −3   |                                       |
| 7    | Tabor Sežana       | 46   | 36 | 13 | 7  | 16 | 45 | 51 | −6   |                                       |
| 8    | Domžale            | 43   | 36 | 12 | 7  | 17 | 52 | 64 | −12  |                                       |
| 9    | Triglav Kranj      | 32   | 36 | 9  | 5  | 22 | 44 | 87 | −43  | Play-off de relegación                |
| 10   | Rudar Velenje      | 12   | 36 | 0  | 12 | 24 | 28 | 80 | −52  | Descenso de categoría                 |

Actualizado a los partidos jugados el 22 de julio de 2020.
 Fuente: Sitio oficial
Criterios de clasificación: Puntos · Puntos entre uno-a-uno · Diferencia de gol entre uno-a-uno · Goles de visita entre uno-a-uno · Diferencia de gol · Goles conseguidos · Gol de visita · Ranking de fair play · Empates.
Notas:
1. ↑  Tras ganar la Copa de Eslovenia 2019-20 el Mura recibió un cupo para la primera ronda de la Liga Europa 2020-21.

## Resultados
| Local \ Visitante  | ALU | BRA | CEL | DOM | MAR | MUR | OLI | RUD | TAB | TRI |
| ------------------ | --- | --- | --- | --- | --- | --- | --- | --- | --- | --- |
| Aluminij           | —   | 5–1 | 0–0 | 4–2 | 0–2 | 2–0 | 1–0 | 1–1 | 3–0 | 2–1 |
| Bravo              | 0–1 | —   | 2–2 | 0–0 | 0–1 | 3–3 | 0–2 | 2–1 | 1–0 | 1–0 |
| Celje              | 0–0 | 2–2 | —   | 2–1 | 2–1 | 2–2 | 1–3 | 3–0 | 2–0 | 4–0 |
| Domžale            | 1–1 | 2–0 | 3–5 | —   | 0–1 | 0–0 | 1–4 | 2–2 | 1–0 | 3–0 |
| Maribor            | 2–1 | 4–0 | 1–0 | 4–1 | —   | 0–0 | 0–0 | 5–0 | 4–2 | 1–2 |
| Mura               | 2–4 | 4–3 | 1–0 | 3–0 | 1–1 | —   | 3–1 | 2–0 | 1–0 | 2–2 |
| Olimpija Ljubljana | 3–1 | 3–1 | 2–2 | 4–2 | 2–4 | 1–1 | —   | 6–0 | 2–0 | 4–2 |
| Rudar Velenje      | 1–2 | 1–4 | 3–3 | 2–3 | 1–1 | 1–2 | 0–3 | —   | 2–2 | 1–1 |
| Tabor Sežana       | 0–2 | 3–1 | 1–0 | 2–1 | 4–1 | 1–1 | 1–2 | 1–1 | —   | 2–0 |
| Triglav Kranj      | 1–0 | 1–0 | 0–6 | 2–3 | 1–3 | 1–3 | 2–3 | 3–2 | 3–2 | —   |

| Local \ Visitante  | ALU | BRA | CEL | DOM | MAR | MUR | OLI | RUD | TAB | TRI |
| ------------------ | --- | --- | --- | --- | --- | --- | --- | --- | --- | --- |
| Aluminij           | —   | 1–2 | 0–2 | 2–5 | 1–4 | 1–3 | 1–2 | 1–0 | 0–2 | 8–1 |
| Bravo              | 0–0 | —   | 1–2 | 2–1 | 0–3 | 1–0 | 1–2 | 1–1 | 2–1 | 1–0 |
| Celje              | 2–0 | 2–2 | —   | 4–1 | 2–0 | 1–0 | 2–2 | 2–0 | 1–1 | 2–2 |
| Domžale            | 1–3 | 1–1 | 1–1 | —   | 1–2 | 1–2 | 0–1 | 2–1 | 2–1 | 2–1 |
| Maribor            | 3–0 | 1–2 | 1–2 | 2–1 | —   | 3–2 | 1–1 | 3–0 | 0–0 | 0–2 |
| Mura               | 1–1 | 1–1 | 3–1 | 0–1 | 1–2 | —   | 1–1 | 1–1 | 3–2 | 2–0 |
| Olimpija Ljubljana | 0–1 | 0–5 | 0–1 | 0–1 | 1–0 | 1–0 | —   | 5–0 | 1–2 | 0–2 |
| Rudar Velenje      | 1–3 | 1–3 | 0–2 | 2–3 | 1–1 | 0–0 | 1–1 | —   | 0–1 | 0–1 |
| Tabor Sežana       | 1–1 | 0–0 | 0–4 | 2–1 | 4–1 | 1–2 | 0–3 | 1–0 | —   | 3–1 |
| Triglav Kranj      | 1–4 | 1–4 | 0–5 | 1–1 | 1–3 | 1–1 | 3–7 | 3–0 | 1–2 | —   |

## PrvaLiga play-off
El encuentro entre el noveno de la Primera Liga y el subcampeón de la segunda liga disputarán la definición de ascenso programada para julio de 2020.
| 26 de julio de 2020, 18:00 | Gorica               | 1:1 (1:1) | Triglav Kranj   | Nova Gorica Sports Park, Nova Gorica |                          |
|                            | - Amarachi Osuji 27' | Reporte   | - 30' Arh Česen | Árbitro(s): Bojan Mertik             | Árbitro(s): Bojan Mertik |

| 30 de julio de 2020, 17:00 | Triglav Kranj | 0:5 (0:2) (Global 1:6) | Gorica                                                                    | Stanko Mlakar Stadium, Kranj |                            |
|                            |               | Reporte                | - 25' Begić - 29' Amarachi Osuji - 55' Marinič - 61' Grudina - 68' Kolenc | Árbitro(s): Rade Obrenović   | Árbitro(s): Rade Obrenović |

## Goleadores
fuente: Soccerway
| Pos. | Jugador         | Club               | Goles |
| ---- | --------------- | ------------------ | ----- |
| 1    | Ante Vukušić    | Olimpija Ljubljana | 26    |
| 2    | Dario Vizinger  | Celje              | 23    |
| 3    | Mitja Lotrič    | Celje              | 18    |
| 4    | Aljoša Matko    | Bravo              | 15    |
| 4    | Ante Živković   | Aluminij           | 15    |
| 6    | Rok Kronaveter  | Maribor            | 14    |
| 6    | Predrag Sikimić | Domžale            | 14    |
| 8    | Amadej Marosa   | Mura               | 13    |
| 9    | Luka Bobicanec  | Mura               | 12    |
| 10   | Arnel Jakupovic | Domžale            | 11    |